# Џиновска панда
Џиновска панда (лат. Ailuropoda melanoleuca) је крупни сисар из породице медведа (Ursidae), пореклом из централно-западне и југозападне Кине. Лако се препознаје по упадљивим црним ознакама око очију, на ушима и преко свог заобљеног тела. Иако припада реду звери, које карактерише исхрана месом, џиновска панда се у 99% случајева храни младицама и листовима бамбуса.
Угрожена је животиња - процењено је да је у дивљини преостало 2.000 панди и преко 180 које живе у заточеништву у Кини. Од овог броја двадесет панди живи ван Кине. Други извор показује да се у Кини размножава 221 панда, од краја 2006. године. Број панда у дивљини је у порасту.

## Име
Име „панда“ води порекло из хималајског језика, вероватно непалског. Ово име је оригинално примењено на црвене панде. Све до 1901. године, када је откривена веза између ове две врсте, џиновска панда је била позната као ишарани медвед или шарени медвед (лат. Ailuropus melanoleucus).
Када би превели њено име са кинеског језика, буквално би имало значење „медведа мачке“. Овај назив није случајан. Наиме, већина медведа има округле зенице. Изузетак је џиновска панда, чије су зенице вертикално постављене, као код мачака.
Не постоји тачно објашњење порекла речи „панда“. Најближи кандидат је непалски реч „пониа, вероватно мислећи на адаптираност зглоба кости. Западни свет је првобитно применио овај назив за црвену панду. До 1901, када је погрешно наведено да је у вези са црвеном пандом, џиновска панда је била позната као „прошарани медвед“ (Аилуропус меланолеуцус) или „обојени медвед“. У већини енциклопедијских извора, име „панда“ потиче од мање познате врсте црвене панде, тако неопходност укључивања „гиганта“ и „мање / црвено“ префикси испред имена. Чак и у 2010-oj, Британска енциклопедија још увек користи име „џиновска панда“ или "Panda Bear" за медведа, упркос међународној употреби речи „панда“.
Од најранијих колекција кинеских списа, кинески језик има 20 различитих имена за панде, као што су: 花 熊 (Хуа кионг) „приметио медведа“ и 竹 熊 (џу кионг) „од бамбуса имају“. Најпопуларнија имена у Кини данас су 大熊猫 (да Ксионг МАО), буквално „велики медвед мачка“, или само 熊猫 (Ксионг МАО), „медвед мачка“. Име је можда инспирисано очима џиновске панде, које имају вертикалне очи, попут мачака.
На Тајвану, популарни назив за панду је инвертовани 猫熊 (МАО кионг) „мачка медвед“, иако многе енциклопедије и речници на Тајвану и даље користе „медвед мачка“, као исправно име.

## Опис
Крзно џиновске панде је црно-бело. Одрасли мере око 1,5 метарa дужине, а до рамена су око 75 центиметара високи. Мужјаци могу тежити до 115 килограма, док су женке генерално ситније, тежећи до 100 килограма с времена на време. Такође имају и кратак реп дугачак приближно 15 cm.
Шапу џиновске панде сачињавају „лажни палац“ и пет прстију. Палац је заправо модификована кост у оквиру кости пешћа, представља потпору шапи и помаже панди да држи бамбус док једе.
Џиновске панде обично живе од 20 до 30 година у заточеништву.

## Понашање и исхрана
До скоро се мислило да су џиновске панде самотњаци и да се мужјаци и женке могу видети заједно само током парења. Скорашње студије показују да мали број ових животиња дели велику територију и понекад се сусрећу и изван сезоне парења.
Као већина суптропских сисара, али за разлику од осталих медведа, џиновске панде не хибернирају.
Упркос својој таксономској класификацији у ред месоједа или звери, џиновске панде се првобитно хране бамбусом. Међутим, њихов систем за варење је исти као код других месоједа, као и особина да не могу да сваре целулозу, и стога морају јести бамбус у великим количинама како би обезбедили потребну енергију и хранљиве састојке. Панда просечно поједе од 9 до 14 килограма младица бамбуса сваког дана.
Двадесет и пет врстама бамбуса се хране панде у дивљини. Како се просечна температура региона које панде насељавају повећала, самим тим је и померила њихову животну границу на више делове планина и ограничила простор. С тим, само неколико врста бамбуса успева да расте у тим висинама које панде сада насељавају. Лишће бамбуса садржи највише протеина, док стабло садржи мање.
С обзиром на то да различите врсте бамбуса у различито доба године цвета, панде морају имати на располагању најмање две различите врсте како би избегле гладовање. Сам скелет главе је адаптиран на овакву исхрану. Имају снажне виличне мишиће који повезују врх главе и вилицу. Крупни кутњаци мељу и дробе влакнасте материје бамбуса. Иако се првобитно хране бамбусом, зуби панде су задржали медвеђи облик, и појешће месо, рибу и јаја ако пронађу. Остала храна коју панде једу у зоолошким вртовима је мед и слатки кромпир или јем.

## Подврсте
Две врсте панди се препознају на основу разлике у величини лобање и шарама на крзну.
- је подврста коју сачињава највећи број постојеће популације панди. Пре свега се могу наћи у западној кинеској провинцији Сечуан, a њихово крзно је потпуно црно-бело.
- је ограничена на подручја планине Квинлиг у провинцији Шанси, по којој је и добила име. Живи на висинама од 1300–3000 метара. Однос боја на крзну је замењен тамним и светлијим нијансама браон боје. Лобања ове подврсте је мања од лобање сечуанске панде и поседује веће кутњаке.

## Размножавање
Супротно укорењеном мишљењу, панде се не размножавају споро. Студије су показале да се џиновске панде уједно добро размножавају као северноамерички мрки медведи. У просеку, женка током живота може да има 2 до 3 младунца. Панде споро расту, а полну зрелост стичу тек са 5 до 7 година. Сезона парења обично траје од средине марта до средине маја. За то време, два до пет мужјака су спремна да се боре око женке, а мужјаку са највишим угледом припашће женка. Сам чин парења је кратак и траје од 30 секунди до 5 минута.
Трудноћа варира од 83 до 163 дана, са просечним трајањем од 135 дана. Бебе панде су само око 10 cm дугачке и 90 до 130 грама тешке по рођењу. Женка обично рађа једно до два млада. С обзиром на то да обе бебе требају константну бригу и пажњу, мајка се мора определити које ће младунче да одбаци.
Научницима није познато по којој основи мајка бира једно од два младунца. Мужјак не сноси никакав удео у подизању младунчета.
Младунче је по рођењу розе боје, без иједне длаке на телу. Рађа се слепо и глуво. Мајка га доји 30 минута по једном путу, а 6 до 14 пута на дан. Три до четири сата мајка је одсутна из јазбине јер је у потрази за храном. До две недеље након рођења, кожа младог постаје сива, а длака коначно добија црну боју. Светлорозе боја на бебином крзно се може појавити, као резултат хемијске реакције између длаке и мајчине пљувачке. Месец дана после рођења, боја крзна је у потпуности формирана. Длака младунчета је веома мека, а како стари постаје грубља. Младунче почиње да пузи након 75 до 90 дана, а мајка се њим игра преврћући га. Мале количине бамбуса су младунчад способни да једу након шест месеци, иако је мајчино млеко основна храна током целе прве године. Када напуне годину дана, бебе панде имају већ око 45 килограма, а са мајком живе док не напуне 18 месеци до две године.

## Статус
Џиновске панде су угрожене врсте, а прете им континуиран губитак станишта и ниска стопа размножавања.
Панде су биле мета локалних ловокрадица још од античких времена, а странци су их ловили откада су уведене на Запад. Са почетком од 1930—их година, странци их нису могли ловити у Кини због Другог Кинеско-јапанског рата и Кинеског Грађанског рата, али су панде остале лака мета локалном становништву. Током 1960-их и 1970—их година, за време Кинеске културне револуције, сва истраживања и научан рад везани за панде је прекинут.
Због загађивања и уништавања њиховог животног станишта, заједно са сегрегацијом, популација џиновских панди је била озбиљно угрожена. Закони спроведени у 1990—им годинама су дали наду за њихов опстанак. Иако су и даље угожене животиње, верује се да напори ради очувања врсте функционишу. Од 2006. године постоје 40 резервата за џиновске панде у Кини, у поређењу са само 13 од пре две деценије.
Џиновска панда је једна од најпознатијих и најомиљенијих заштићених врста.

## Тибетски мит
Једна тибетска легенда је покушала да објасни како су панде добиле своје јединствене боје.
Некада давно, панде су живеле у високим планинама Тибета. Њихово крзно је било снежно беле боје. Били су пријатељи са младом пастирицом која им је чувала крдо у планинама у близини села.
Једнога дана мајка панда и њено младунче су се играли са пастирицом, када је изненада, младунче напао јак и гладан леопард. Она је успела да заштити младунче, склањајући га, али је њу леопард убрзо убио. Остале панде су биле толико тужне да су организовале службу за пастирицу, такође желећи да никада не забораве њену жртву за младунче панде. Локални обичај у планини је био да се прекрију руке и ноге пепелом у знак сећања на настрадалу. Панде су биле веома тужне и горко су плакале. Обрисале су очи шапама и прекриле уши не би ли блокирале звук плача. Почеле су се међусобно грлити не би ли се тако утешиле и док су то чиниле пепео је зацрнио делове крзна преко којих су прелазиле њихове шапе док су се грлиле. Панде намерно нису хтеле да сперу црне шаре у знак сећања на девојку која је погинула.